# 白緣石斑魚
白緣石斑魚，為輻鰭魚綱鱸形目鱸亞目鮨科的其中一種，被IUCN列為次級保育類動物，分布於西印度洋區，從莫三比克Quissico至南非東倫敦海域，棲息深度10-100公尺，體長可達100公分，棲息在岩礁區，為底棲性魚類，屬肉食性，以魚類、頭足類為食，可做為食用魚。

## 擴展閱讀
維基物種上的相關：白緣石斑魚